# Standhochsprung
Als Standhochsprung bezeichnet man Hochsprung ohne Anlauf, also aus dem Stand. Er gehört wie der Standweitsprung und der Standdreisprung zu den Standsprungwettbewerben. Von 1900 bis 1912 war diese Leichtathletikdisziplin olympisch.

## Techniken

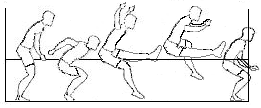
Technik beim Standhochsprung

Es gibt zahlreiche Techniken für den Standhochsprung. Am häufigsten stellt man sich mit bestimmtem Abstand vor die Latte, holt Schwung mit den Armen, geht leicht in die Hocke und springt. Beim Springen sollte man die Beine anheben und die Arme sollten nach oben gehoben werden.
Diese Technik ist weit verbreitet und wird oft zuerst erlernt. Der Nachteil ist jedoch, dass man nicht besonders hoch springen kann.
Aus diesem Grund verwendeten die Standhochspringer bei den Olympischen Spielen eine andere Technik. Es ist effizienter, wenn man seitlich zur Latte steht. Dann holt man mit den Armen viel Schwung und wenn die Arme hinter dem Rücken sind, geht man leicht in die Hocke. Nun springt man über die Latte, indem man den Oberkörper in senkrechter und die Beine in waagrechter Position über die Latte hebt. Zuerst sollte ein Bein (waagrecht) über die Latte gehoben und anschließend sollte das zweite Bein nachgezogen werden. Die Arme können hierbei nach oben gehalten werden.
Neben diesen Techniken gibt es noch viele mehr, wie z. B. den Sprung mit einem Salto. Vieles übernahm man aus dem Hochsprung. So gibt es eine Variante mit dem Straddle und dem Fosbury-Flop.

## Olympia

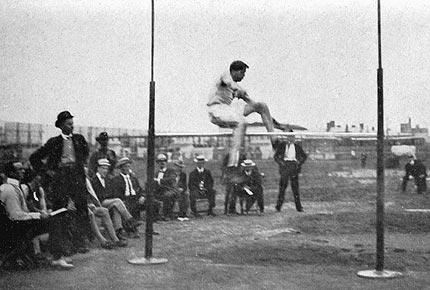
Ewry beim Standhochsprung 1904

Bei den Olympischen Spielen 1900 in Paris war der Standhochsprung erstmals olympisch. Mit dem Weltrekord von 1,655 m gewann der US-Amerikaner Ray Ewry. Bei den Spielen 1904 in St. Louis (1,60 m), 1906 in Athen (1,56 m) und 1908 in London (1,575 m) holte Ewry ebenfalls Gold. Den letzten olympischen Wettbewerb bei den Spielen 1912 in Stockholm gewann der US-Amerikaner Platt Adams mit 1,63 m.

### Medaillengewinner der Olympischen Spiele
| Jahr | Goldmedaille      | Silbermedaille                                                 | Bronzemedaille           |
| ---- | ----------------- | -------------------------------------------------------------- | ------------------------ |
| 1900 | Ray Ewry (USA)    | Irving Baxter (USA)                                            | Lewis Sheldon (USA)      |
| 1904 | Ray Ewry (USA)    | Joseph Stadler (USA)                                           | Lawson Robertson (USA)   |
| 1906 | Ray Ewry (USA)    | Léon Dupont (BEL) Lawson Robertson (USA) Martin Sheridan (USA) | -                        |
| 1908 | Ray Ewry (USA)    | John Biller (USA) Kostas Tsiklitiras (GRE)                     | -                        |
| 1912 | Platt Adams (USA) | Ben Adams (USA)                                                | Kostas Tsiklitiras (GRE) |

## Rekord
1888 wurde erstmals ein inoffizieller Weltrekord mit 1,475 m aufgestellt. Den ersten offiziellen Weltrekord stellte Ray Ewry 1896 mit 1,613 m auf. Am 16. Juli 1900, bei den Olympischen Spielen, brach er seinen eigenen Rekord mit 1,655 m. 1936 stellte Harold Osborn mit 1,68 m (5 foot und 6 inches) den letzten Weltrekord im Standhochsprung auf. Er wurde nie gebrochen, da Standhochsprungwettbewerbe nicht mehr offiziell ausgetragen werden.

## Weitere bekannte Standhochspringer
- Meyer Prinstein (USA)
- Paul Weinstein (GER)

## Standhochsprung heute
Heute wird der Standhochsprung nur noch auf inoffiziellen (nicht professionellen) Veranstaltungen ausgetragen.

## Fahrrad-Hochsprung
Der Sprung mit und samt dem Fahrrad vom Stand (auf dem (Hinter-)Rad) über eine Latte ist eine moderne Variante des Springens aus dem Stand. Typisch haben diese Räder breite Reifen mit wenig Luftdruck. Mit dem 20"-Trial-Zweirad wurde 2013 1,42 m erzielt, mit dem Einrad 2013 1,32 m.